# Ajdarken
Ajdarken (kirg.: Айдаркен) – miasto w południowo-zachodnim Kirgistanie, w obwodzie batkeńskim i rejonie Kadamdżaj. W 2009 roku liczyło 10,3 tys. mieszkańców. 
W pobliżu miasta znajduje się jaskinia Selüngkür.